# Barbaraville
Barbaraville is een kleine nederzetting aan de noordwestelijke kust van Cromarty Firth in de Schotse Hooglanden, niet ver van Tain en Invergordon.
De eerste huizen dateren van 1820, toen werden mensen toegelaten om zich te vestigen op de lokale landgoederen.
Barbaraville bestaat uit zo'n 170 huishoudens maar door de komst van rustoord zullen daar ongeveer 50 van bij komen.

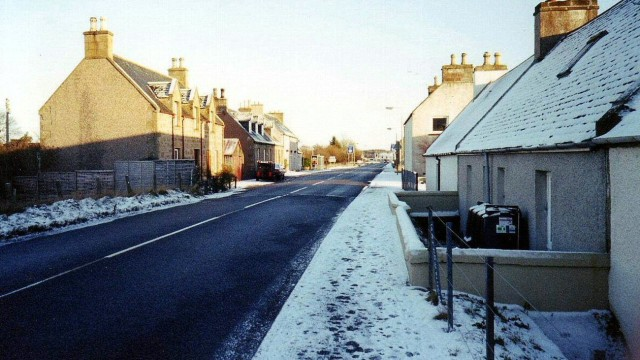
Barbaraville in de winter